# 4508 Takatsuki
4508 Takatsuki este un asteroid din centura principală, descoperit pe 27 martie 1990, de Kin Endate și Kazuo Watanabe.